# Heinrich Wilhelm Schaub
Heinrich Wilhelm Schaub (* 13. November 1875 in Büdesheim; † 23. Februar 1930 ebenda) war ein hessischer Politiker (SPD) und Abgeordneter des Landtags des Volksstaates Hessen in der Weimarer Republik.

## Leben
Heinrich Wilhelm Schaub war der Sohn des Landwirts Wilhelm Schaub und seiner Frau Susanne Katharina, geborene Wiesenbach. Heinrich Wilhelm Schaub war evangelischer Konfession und mit Elise, geborene Heilmann verheiratet. Er machte nach dem Abschluss der Volksschule eine Schreinerlehre und arbeitete als Kehlleistenfabrikant und selbständiger Schreinermeister in Büdesheim.

## Politik
Heinrich Wilhelm Schaub war Mitglied der SPD und für seine Partei 1912 bis zu seinem Tod 1930 Mitglied des Kreistags und 1919–1930 des Kreisausschusses des Landkreises Friedberg. Daneben war er drei Wahlperioden lang von 1921 bis 1930 Mitglied des Landtags. Nachrücker im Landtag nach seinem Tod war Georg Lebert. Bei den Reichstagswahlen 1919 kandidierte er im Wahlkreis 34 (Hessen), bei den Reichstagswahlen 1920 im Wahlkreis 22 (Hessen-Darmstadt), ohne jedoch ein Mandat erringen zu können.